# بيسوفتسي
بيسوفتسي (بالبلغارية: Пецовци)‏ قرية تقع إدارياً ضمن مقاطعة غابروفو في بلغاريا. ويبلغ عدد سكانها 36 نسمة حسب تعداد 15 مارس 2015. تعتمد بيسوفتسي للبريد على الرمز البريدي 5345.